# Satomi Hirose
Satomi Hirose (広瀬仁美 Hirose Satomi?) (Nagoya, Japón; 10 de marzo de 1980) es una actriz, empresaria y pintora japonesa. Es conocida por su papel de Hanako Yamabuki en Three Sisters of Words Execution y como Tsuruhime, la Ninja White en la serie Super Sentai Ninja Sentai Kakuranger, emitido del 18 de febrero de 1994 al 24 de febrero de 1995.

## Biografía
Satomi es conocida por su papel de Hanako Yamabuki en Keeping-Words Sisters Shusutorian y el papel de Tsuruhime/Ninja White en la serie Super Sentai Ninja Sentai Kakuranger.
En la audición para la serie Kakuranger, Tsuruhime tenía 18 años en la propuesta, por lo que los otros participantes eran solo mayores, por lo que se sentía fuera de lugar. Dejó su oficina en noviembre de 1999 y se retiró temporalmente del mundo del entretenimiento.
El 29 de abril de 2009, apareció frente a los fanáticos por primera vez después de su retiro en la sesión de autógrafos de los artistas intérpretes o ejecutantes de Kakuranger en el Wonderland Market celebrada en Yokohama. Además, apareció en el programa de Toei Channel Pinspo y respondió a una entrevista con la revista Toei Heroine MAX . En Pinspo, hablamos con los miembros de la serie mencionada excepto Kane Kosugi. Desde entonces, ha retomado actividades como aparecer en eventos relacionados con efectos especiales.
Hizo una aparición especial como invitada junto a Teruaki Ogawa con quien coprotagonizó Kakuranger en el episodio Epopeya 19 de Tensō Sentai Goseiger el 20 de junio de 2010. Posteriormente hizo aparecer su personaje Tsuruhime en el episodio número 45 de la serie también Super Sentai Kaizoku Sentai Gokaiger transmitido el 8 de enero de 2012, tras una larga ausencia desde la película Chōriki Sentai Ohranger: Ohré vs. Kakuranger.
En los últimos años, además de la actuación, también se ha desempeñado como pintora, realizando exposiciones individuales de pintura en todo el país. Por otro lado, también vende camisetas, bolsos de mano y cuadros diseñados por ella misma como empresario en el sitio web oficial. Sus pasatiempos y habilidades especiales son la acuarela, la cocina y el atletismo. Sus apodos son: "Hitomihime", "Princesa" y "Otsuru-san".